# كولونل سيمون بيركنز
كولونل سيمون بيركنز هو شخصية أعمال وسياسي أمريكي، ولد في 6 فبراير 1805، وتوفي في 21 يوليو 1887. انتخب عضو مجلس ولاية أوهايو ‏.